# Bombardeio de Guernica
O Bombardeio de Guernica, em 26 de abril de 1937, foi um ataque aéreo por aviões alemães da Legião Condor durante a Guerra Civil Espanhola no País Basco.
Coordenado por Wolfram von Richthofen e com suporte da Aviazione Legionaria, o ataque destruiu a maior parte da localidade, na época com 5000–7000 habitantes, causando centenas de vítimas. Foi considerada um ataque terrível na época e usado como uma propaganda amplamente difundida no Ocidente, levando a acusações de "atentado terrorista" e de que 1654 pessoas tinham morrido no ataque. Estimativas modernas avaliaram o número de mortos em número que vai de 300 a 400. Alguns estudos espanhóis recentes, porém, limitam a não mais de 160 o número de mortos.
O ataque, que serviu também para testar aviões de guerra e ganhar experiências no combate aéreo, apoiou as forças de Francisco Franco que invadiram a cidade poucos dias depois do bombardeio.
O painel Guernica, pintado por Pablo Picasso em 1937, é normalmente tratada como representativa do bombardeio sofrido pela cidade de Guernica.
Não é documentada qualquer punição ou castigo para os soldados. Também não há documentos que provam que Juan Vigón deu luz verde à ação coordenada por Richthofen.